# Klein Erzsébet
Klein Erzsébet (Trencsén, 1911. július 23. – Liverpool, 2004. október 11.) magyar-dán zongoraművész, zenepedagógus.

## Életpályája
1914-ben családjával Budapestre költözött. Már korán megmutatkozott, hogy erős hajlama van a zongorához. 1917-ben lett a budapesti Liszt Ferenc Akadémia zongoratanulója, 1934-ben pedig végzett az akadémián. A budapesti Liszt Ferenc Zeneakadémia elvégzése után 1934–1936 között magántanárként tanult Bartók Bélánál.
Amikor 1938-ban a nácik elfoglalták Ausztriát, a budapesti zavargások fokozódtak, és Bartók Béla minden zenészt felszólított az ország elhagyására. Dániába került, ahol 1939-ben szórakoztató zenét kezdett játszani a tartomány szállodáiban és éttermeiben. Itt találkozott későbbi férjével, Jorgen Petersen-nel. 1943-ban Petersen-t a nácik letartóztatták, de sikerült elmenekülnie Nagy-Britanniába, ahol a háború végéig maradt. Erzsébet Koppenhágában maradt, ahol ezekben az években az operaénekesek kísérőjeként élt.
A háború után klasszikus koncertzongoristaként Dániában debütált egy koncerttel a koppenhágai Odd Fellow palotában (1945). 1950–1956 között a koppenhágai Királyi Színházban dolgozott. 1956–1960 között két évig Oslóban (1956–1958), majd két évig Kielben (1958–1960) élt, ahol férje NATO-tisztként állomásozott. Az oslói időszakban az Oslói Zeneművészeti Egyetemen (a Norvég Zeneakadémia elődje) oktatott.
Vágyott arra, hogy megújítsa zongorára szóló szólórepertoárját. 1960-ban Koppenhágában a Danmarks Radio zenei igazgatója azt ajánlotta neki, hogy kezdjen kortárs zenét játszani. Ezt követően bekapcsolódott a Det Unge Tonekunstnerselskab egyesületbe, és az egyesület égisze alatt számos koncertet adott új zenével. Többek között Pierre Boulez műszakilag igényes 2. zongoraszonátáját adta elő. A szonátát a Dán Rádióban, valamint Svédországban, Norvégiában és Izraelben tartott koncerteken is nagy sikerrel adták elő.
1968-ban visszaköltözött Oslóba, ahol gyorsan szoros együttműködést alakított ki az NRK mellett számos norvég zeneszerzővel. Az NRK többek között Arne Nordheim szólózongora művét is megrendelte, amelyet neki kellett előadnia. A "Listen" (1971) zongoraművész Arne Nordheim egyetlen szóló zongoraműve lett, és szintén neki szentelték. Sok norvég zeneszerző követte, köztük Bjørn Fongård, Folke Strømholm és Magne Hegdal. Előadóművészi pályafutásával párhuzamosan aktív oktatói pályát is végzett, és ingázott a Koppenhágai Dán Királyi Zeneakadémia (1966–1980) és az Oslói Norvég Zeneakadémia (1968–1981) között.
1996–1999 között 9 CD-t rögzített a dán Classico lemezcégnél, és karrierje során összesen mintegy 20 felvételt készített. 1999-ben a legidősebb fiához költözött Liverpoolba, ahol 2004-ben bekövetkezett haláláig élt. Egészen a közelmúltig aktív volt, beleértve a Liverpool Egyetem előadás-sorozatát (koncertek, ahol művek bemutatásával kezdte a darabokat). Utolsó koncertje 2004. május 15-én volt Liverpoolban, Boulez 2. és 3. zongoraszonátáiból álló programmal.
Egész Európában, valamint az Egyesült Államokban, Izraelben, Kínában és Mexikóban is koncertezett. Számos rádió- és televíziós felvételt készített, különösen Norvégiában és Dániában. Fellépett a Nemzetközi Női Zene Kongresszuson az Egyesült Államokban és Párizsban, részt vett a bécsi Festwochen-en 1988-ban, az ENSZ nemzetközi nőkonferenciáin, valamint az északi fórumon Oslóban 1988-ban és Turuban 1994-ben.

## Magánélete
1941. december 21-én feleségül ment Jørgen Petersen (1916–1986) dán királyi haditengerészeti tiszthez. Első fiuk Ole Holger Petersen 1943-ban született. A második világháború után megszületett második fia, Nils Holger Petersen (1946).

## Díjai
- Dán Rádió zenei díja (1966)
- a Norvég Zeneszerzők Szövetsége tiszteletbeli művésze (1976)
- Women in Music tiszteletbeli tagja (1992)

## Fordítás
- Ez a szócikk részben vagy egészben  az   Elisabeth Klein című norvég Wikipédia-szócikk ezen változatának fordításán alapul.  Az eredeti cikk szerkesztőit annak laptörténete sorolja fel. Ez a jelzés csupán a megfogalmazás eredetét és a szerzői jogokat jelzi, nem szolgál a cikkben szereplő információk forrásmegjelöléseként.